# Ованес Зармарян
Ованес Зармарян известен с псевнодима Татул е български и арменски революционер.

## Биография
Ованес Зармарян е роден в арменско семейство през 1872 година в Малгара, тогава в Османската империя. Завършва гимназия в Пловдив, където започва да работи като оръжеен майстор. Организира революционен комитет в родния си град. При прехвърляне на оръжие от Пловдив в Одринско е арестуван на границата и съден. Лежи за кратко в затвора. През 1901 година той заедно с още деветима свои съратници арменци и българи от ВМОРО - Слави Мерджанов, Петър Соколов, Ониг Торосян и други, по нареждане на Степан Зорян, формират в Пловдив революционна чета, която планира неуспешен опит да отвлече персийския шах. Същата година формираната българо-арменската чета навлиза в Одринска Тракия и се насочва се към отвлечане на одринския валия. Той обаче се оказва недостъпна цел и четата отвлича Нури бей, син на видния одрински чифликчия Дертли Мустафа. Започва преследване и четата е открита от потерите в местността Юклуците, близо село Киречли, Одринско. След сражението, в което е убит синът на чифликчията, Татул Зармарян е тежко ранен и умира, заедно с част от четниците. Друга част са заловени и по-късно осъдени на смърт и са екзекутирани чрез обесване на 27 ноември 1901 г. в гр. Одрин.